# Parafia Narodzenia Najświętszej Marii Panny w Rajbrocie
Parafia Narodzenia Najświętszej Marii Panny w Rajbrocie – parafia rzymskokatolicka położona w powiecie bocheńskim, województwie małopolskim, Polska.

## Historia
Parafia prawdopodobnie powstała w 1260 z fundacji Bolesława Wstydliwego, ukończył ją Władysław I Łokietek w 1318 roku. Kościelny inwentarz z roku 1816 podaje: „W tey wsi iest Kościół parafialny drewniany wystawiony odnayasn. Króla Bolesława w 1260 r, poświęcony pod tytułem Narodzenia N. MaryiP.n". Według tradycji, to nie Bolesław miał być fundatorem kościoła, ale kościół miała wybudować żona  „...tegoż Bolesława Bł. Kinga, późniejsza ksieni starosandecka". Obecna drewniana świątynia to trzecia świątynia w historii parafii. Szkoła przy parafialna istniała od 1596 roku. 
Poniżej zabytkowego, drewnianego kościoła pw. Narodzenia NMP został zbudowany nowy, murowany kościół św. Jana Pawła II. Poświęcił go w 2011 roku biskup Wiktor Skworc, a w 2015 roku konsekrował biskup Andrzej Jeż.
Na terenie parafii znajduje się ścieżka religijno-przyrodnicza poświęcona osobie św. Jana Pawła II. Ścieżka ma około 4 km długości i prowadzi od miejscowej szkoły, która nosi im. św. papieża Polaka do kościoła także jego imienia. Ścieżka powstała w 100. rocznicę urodzin Jana Pawła II, 18 maja 2020 r.

## Kościół
Wybudowany w 1511 roku jak podaje M. Kornecki, jest jednonawowy, konstrukcji zrębowej, pokryty gontem, oszalowany. Dzwonnica z przełomu XVIII w. i XIX  wieku, również drewniana znajduje się w sąsiedztwie kościoła. Nawa i prezbiterium nakryte stromym dachem, z sygnaturką z XVII w. Wnętrze kościoła zdobi polichromia z końca XIX w. choć można spotkać również ślady wcześniejszych malowideł z XVII w.
Wewnątrz na uwagę zasługują:
- Późnogotyckie rzeźby m.in. Grupa Ukrzyżowania, rzeźba Chrystusa Zmartwychwstałego
- Belka tęczowa,
- Kamienna chrzcielnica z XVI w.,
- Ambona z XVI w.,
- Barokowy ołtarz z XVII w.

Ołtarz główny Kościoła zdobi barokowy obraz Marii z Dzieciątkiem i młodocianym Janem Chrzcicielem z 1678 r. nieznanego monogramisty T.B., w typie włoskim.

## Media
10 stycznia 2010, w dzień Chrztu Pańskiego, miała miejsce transmisja mszy św. na kanale Religia.tv.

## Proboszczowie parafii
| Kapłan               | Lata posługii         |
| -------------------- | --------------------- |
| ks. Józef Padykuła   | 20.08.1905–01.02.1913 |
| ks. Józef Rogoziński | 01.02.1913–17.08.1913 |
| ks. Antoni Odziomek  | 17.08.1913–14.08.1921 |
| ks. Jan Pilch        | 21.08.1921–20.08.1922 |
| ks. Michał Orczyk    | 20.08.1922–23.08.1936 |
| ks. Ludwik Musiał    | 16.08.1936–17.08.1980 |
| ks. Henryk Podolski  | 16.08.1980–18.08.2001 |
| ks. Tadeusz Mróz     | 18.08.2001–09.08.2015 |
| ks. Leszek Babraj    | 09.08.2015–20.10.2024 |
| ks. Marian Chełmecki | 14.12.2024 – nadal    |